# イスラム教における飲酒
イスラム教における飲酒（イスラムきょうにおけるいんしゅ）の項目では、イスラム教徒と酒の関係について記述する。

## 概論
イスラム教において飲酒は、クルアーンに飲酒を禁じる記述がある等、一般に禁止（ハラーム）とされている。現在のイスラム教国では、多くの国で飲酒が禁止されており、それらの国々では酒の醸造や販売も当然禁止されている。
但し、ウマル・ハイヤームの「ルバイヤート」などの詩歌では酒屋や酒場もしばしば登場しており、飲酒は宗教上は禁止でも歴史的には必ずしも遵守されていなかったことも伺われる。また、イスラム教において酒が禁じられているのは現世においてであり、天国には酒の流れる川があり、悪酔いの心配もなく自由に飲酒することができるとされている。
イスラム神秘主義では、酒は神の偉大さを讃える比喩として重要である。神秘主義詩等では酒への称賛が詠まれているが、それらは酒への賛美ではなく、真の意味は神への称賛だとされる。
なお、トルコ等で少数派として存在するアレヴィー派においては、他派と異なり飲酒は合法とされている。

## イスラム法と飲酒
イスラム法では飲酒を明確に禁止している。ただし、飲酒の禁止に至るまでには以下の経緯があり、酒に関して計4節がアッラーによって下されたとされる。
1. 初めにメッカで、第16章67節『また、ナツメヤシとブドウの果実からも。お前たちはそれから酔わせるものと良い糧を得る。まことに、その中には思考する民への徴がある。』が下された。この時はまだ酒は禁止されていなかった。
2. 次にマディーナで、ウマル・ブン・アル＝ハッターブ、ムアーズ・ブン・ジャバルたちが預言者ムハンマドの許を訪れて、「アッラーの御使い様、酒と賭け矢について私たちに法判断を下してください。どちらも理性を去らせ、財産をなくさせるものです」と問うた。これに答える形で、第2章219節『彼らは酒[注釈 1] と賭け矢についておまえに問う。言え、「その二つには大きな罪と人々への益があるが、両者の罪は両者の益よりも大きい」。また彼らは、なにを（善に）費やすべきかとおまえに問う。言え、「余分なものを」と。こうしてアッラーはおまえたちに諸々の徴を明らかにし給う。きっとおまえたちは考えるであろう。』が下された。そこである人たちは「罪が大きい」という言葉より酒を遠ざけたが、またある人たちは「人々への益がある」という言葉より酒を飲み続けた。
3. アブドゥッラフマーン・ブン・アウフが預言者ムハンマドの弟子たちを食事に招いて、酒を飲ませた。日没の礼拝の時間が来たので人々は一人に礼拝の先導をさせ、彼はクルアーンを読誦したが「言え、不信仰者たちよ、おまえたちが仕えるものに私は仕える」と否定詞抜きに最後まで読んでしまった。そこでアッラーは、第4章43節（の冒頭）『信仰する者たちよ、おまえたちが酔っている時には、言っていることが分かるようになるまで、礼拝に近づいてはならない。』を下して、礼拝時の飲酒を禁じ給うた。そこで人々は礼拝の時には酒を遠ざけたが、ある人は夜の礼拝後に酒を飲んで、酔ったまま朝を迎え夜明け前の礼拝をし、その後また酒を飲んで、昼の礼拝時にはしらふに戻っていた。
4. ある時、マディーナの信者であるイトバーン・ブン・マーリクがメッカのクライシュ族の移住者であるサアド・ブン・アブー・ワッカースを含むムスリムたちを食事に招いた。彼らには焼いたラクダの頭部が振る舞われた。人々は食べ、酔うまで飲み、その状態で家柄の自慢を始め、詩を歌った。ある人たちが自分の一族を誇る歌を歌って、マディーナの信者たちを笑い者にした。そこで彼らの一人がラクダの顎の骨をつかみそれでサアドの頭を叩いて、重傷を負わせた。サアドは預言者に訴えた。すると、ウマルは、「アッラーよ、私たちに酒についてはっきりとした明証を示し給え」と言った。アッラーは第5章90-91節『信仰する者たちよ、酒と賭け矢と石像と占い矢は不浄であり悪魔の行いにほかならない。それゆえ、これを避けよ。きっとおまえたちは成功するであろう。／悪魔は酒と賭け矢によっておまえたちの間に敵意と憎しみを惹き起こし、おまえたちをアッラーの唱念と礼拝から逸らそうとしているにほかならない。これでおまえたちもやめる者となるか。』を下し給うた。そこでウマルは、「主よ、私たちは止めました」と言った。

日本においては実際処罰の対象がないことなどから、信仰の弱いイスラム教徒の飲酒も冠婚葬祭などみられることがあるが厳格なイスラム教徒は飲酒しない。
クルアーンに記されている酒らしき飲み物を表す語句には「真白」、「強い飲み物」、「ハムル（ワイン）」があるが、酒の定義に関してイスラム法学者のあいだで古くから議論がある。例えば、クルアーン成立後に開発された蒸留酒アラックはクルアーンで禁じられたハムルなのか、果汁が自然発酵して酒になった場合廃棄すべきか、などの疑問である。スンナ派4法学派のうち、オスマン帝国で支配的だったハナフィー派はもっとも酒に関して寛容な立場をとった。

## イスラム文学と飲酒
イスラム文学における飲酒とのかかわりも様々である。
アブー・ヌワースは、禁酒がイスラム教において新説であると主張したり、禁酒を唱える宗教指導者たちの頂点に立つカリフが飲酒をしていることを暴露したりするなどして、自身の飲酒が合法（ハラール）であると強弁した。
ウマル・ハイヤームは「ルバイヤート」において、天国や地獄などのイスラム教の説く教義に対する不信感をしばしば露わにし、それらの対極にある現世での飲酒を讃えた。
神秘主義詩においては、酒は神の隠喩であり、酒への称賛を通して神やイスラームへの称賛が行われた。

## 現代のイスラムにおける飲酒
現在ではイスラム原理主義の勢力の及ばないトルコや欧州（アルバニアやボスニア）、インド、中央アジアなどでムスリムの公然とした飲酒文化が存続している。特に中央アジアの遊牧民にとっては馬乳酒は生活に欠かせないお酒となっている。とはいえ公式行事での飲酒は避けることが多く、日本を訪問したイスラム圏の元首や王族などが皇居で催される宮中晩餐会や午餐会で乾杯を行う際は、通常用いられるシャンパンに替えて同色のりんごジュースやジンジャーエールなどで代用することもしばしばあるという。アルコールを許容するかどうかについては個人差がかなりある。

### アフガニスタン・イスラーム共和国
アフガニスタンでも公式に飲酒が禁止されているが、歴史的にゾロアスター教や仏教が隆盛であったことから、飲酒は盛んであったと思われる。

### パキスタン・イスラーム共和国
パキスタンではバングラデシュと同様、イスラム教徒の飲酒が禁止されている。
なお、外国人向けの酒類が少量製造されているが、トルコなどと比較すると出荷量は極端に少ない。イスラマバードにおいては、外国人向きに飲酒許可書も発行してくれる。また非イスラム教徒向きに豚肉を取り扱っている店舗もみられる。

### バングラデシュ
イスラム教徒に対しての飲酒は違法であるが、外国人向けにパスポートの提示で購入することが可能とされる。

### マレーシア
マレーシアではイスラム教徒の飲酒は禁止されており、発覚した場合は鞭打ち刑などの執行例がある。
しかし、多民族国家であるマレーシアでは、非イスラム教徒の場合は飲酒に限らず、豚肉食なども正式に認められている。

### イラン・イスラーム共和国
イラン・イスラーム共和国では公式には飲酒は禁止されている。しかし、イラン革命以前は禁止されておらず、また現在でも実際は多くの国民がひそかに飲酒を楽しんでいる。歴史的に見てもイラン（ペルシア）では飲酒が盛んであり、酒をうたった多くの神秘主義詩があるほか、世俗的立場から飲酒の享楽をうたった詩人（ウマル・ハイヤームなど）もいる。

### イラク
世俗主義を押し出していたフセイン政権下において酒屋は自由に営業ができ、現在でも飲酒や酒類の販売はイラクの法律では禁止されておらず、バグダードではイラク製のワインやビールが販売されている。一方で、同じイラク国内でも、ナジャフ、カルバラ、クファといった聖都では、お酒は禁じられている。また、アッバース朝の最盛期にはバグダードの宮中でも酒宴が行われていたとされる。

### イエメン
イエメンでは公式に飲酒が全面禁止されている。ソマリアと同様、カートの栽培が盛んである。

### クウェート
飲酒は全面禁止である。

### インドネシア
国民の9割がムスリムであるインドネシアであるが、酒の販売は法律で認められている。多くの国民には飲酒の習慣がないが、ムスリム以外の少数民族の中には、独自の酒の文化もある。ビンタンなど、酒造企業もある。また、ムスリムの中でも戒律をさほど重視しない者もおり、経済成長や、日本や欧米の食文化が流入していることも相まって、ムスリムでも飲酒を楽しむ者が増えつつある。
また非イスラム教徒向きに、豚肉を取り扱っている場合もある。
ただし、シャリーアに基づく自治を認められているアチェ州は例外であり、酒の販売は禁じられている。シャリーアは元来ムスリムのみが対象であったため、ムスリム以外が酒を販売することは許されていたが、2015年以降はシャリーアがムスリム以外にも適用されるようになったため、キリスト教徒が酒を販売したとして、鞭打ちに処される事例もある。

### トルコ
国民の99%がイスラム教徒であるが、世俗化の影響もあって飲酒が非常に盛ん。一方で豚肉食は依然としてタブーである。
トルコ国内で生産されるアルコール飲料としてはトルコワイン（シャラプ）、エフェスなどのビール（ビーラ）、ラクが有名。ボザも消費されている。

### カタール
飲酒は原則禁止だが、外国人の利用が多い一部の高級ホテルでは、レストラン・バーなどでの酒の提供が認められている。また外国人向けに酒類の購入免許も発行している。
2022 FIFAワールドカップの際は、スポンサーの一社にアンハイザー・ブッシュ・インベブがいる関係で、例外措置として一部の会場でバドワイザーの販売が行われた。

### 飲酒以外のアルコール
工業や消毒におけるアルコールの使用は飲酒行為と見做されず、認可されることが多い。21世紀以降は各国の認証機関もこの立場を取っている。
しかし、非イスラム教圏を含む一部地域では「ムスリムはアルコールの使用が全て禁止」という認識が未だ残っており、現場の理解もまちまちである。逆に、認証制度が出来たことによってアルコールを過剰意識してしまい、病院の消毒用アルコールを嫌がるケースも確認されている。
2009年のサウジアラビアではアルコールを使用したバイオ燃料の使用に反対するシャイフが登場した。
イスラム圏で開催されるスポーツイベントでは、通常行われる表彰式でのシャンパンファイトを自粛する、もしくは別の飲料で代用することが多い。例えばフォーミュラ1（F1）の場合は、シャンパンファイトにバラ水（ローズウォーター）を代用として用いている。